# SIGPAC
El Sistema de Información Geográfica de parcelas agrícolas (SIGPAC) es una aplicación SIG del Gobierno de España (Ministerio de Agricultura, Alimentación y Medio Ambiente) que permite identificar geográficamente las parcelas declaradas por los agricultores y ganaderos, en cualquier régimen de ayudas relacionado con la superficie cultivada o aprovechada por el ganado en todo el territorio español.  En el caso de España, existe un órgano coordinador dependiente de este Ministerio, y órganos competentes correspondientes a cada comunidad autónoma, encargadas de mantener y actualizar el sistema.
Se concibió inicialmente para el propósito de facilitar a los agricultores la presentación de solicitudes por ejemplo para la PAC, con soporte gráfico, así como para facilitar los controles administrativos y sobre el terreno. No obstante, el SigPac además se ha convertido en una herramienta de enorme utilidad en diferentes  campos del sector agrario (geología, infraestructuras, urbanismo...), debido a su concepción y desarrollo, en el que se hace un uso continuo y permanente de las tecnologías más avanzadas en información geográfica automatizada.
Todas aquellas personas que no estén de acuerdo con el contenido de la información que figura en el Sigpac, pueden presentar una solicitud de modificación conforme a la normativa establecida por la autoridad competente de la comunidad autónoma correspondiente, acompañando la documentación necesaria, si bien no toda la información es alegable.
El sistema consta de un mosaico de ortofotos digitales que abarcan toda España, sobre las que, inicialmente, se superponen los planos parcelarios del catastro de rústica, de forma que, para cada referencia concreta, el sistema proporciona automáticamente la imagen en pantalla de la parcela referenciada, permitiendo asimismo su impresión en papel.
En 2010 existe una nueva versión el Sigpac 5 que está desarrollada sobre tecnología SilverLight de Microsoft. Las principales novedades de esta versión son:
- Se amplia las funciones para crear nuevos croquis declarativos de parcelas agrarias.
- Se incorpora un zum ventana.
- Se ha incorporado una herramienta de obtención de coordenadas.
- Se ha diseñado un árbol de capas que permite agrupar estas.

## Origen
El Reglamento (CE) n.º 1593/2000, del Consejo, de 17 de julio de 2000, que modifica el Reglamento (CEE) n.º 3508/92, por el que se establece un Sistema Integrado de Gestión y Control (SIGC) de determinados regímenes de ayuda comunitarios, obliga a crear un Sistema Gráfico Digital de Identificación de Parcelas Agrícolas, utilizando las técnicas informáticas de Información geográfica, recomendando además, la utilización de ortoimágenes aéreas o espaciales.
Actualmente, esta norma se entiende implícitamente derogada por Reglamento 1782/2003, de 29 de septiembre 

## Objetivos
Entre los objetivos más importantes del Proyecto SIGPAC figuran los siguientes:
- Facilitar a los agricultores la presentación de solicitudes, mediante la producción de los soportes gráficos necesarios para las declaraciones de superficie.
- Facilitar los controles administrativos ya que, la información digital ayudará a la Administración a identificar mejor el origen de los errores derivados de las declaraciones de los agricultores o de la grabación de los datos, y servirá de soporte documental para la resolución de casos dudosos detectados como resultado de estos controles.
- Facilitar los controles sobre el terreno, agilizando la localización de parcelas y permitiendo la realización de "visitas rápidas " tanto en los controles clásicos como de teledetección.

## Herramientas similares
- IBERPIX:[1] esta aplicación web es también del Gobierno de España, aunque en este caso del IGN (Instituto Geográfico Nacional) (Ministerio de Fomento).
- SIGNA (Sistema de Información Geográfica Nacional de España)[2]
- Consulta de Datos Catastrales:[3] también del Gobierno de España, en la Sede Electrónica del Catastro (Ministerio de Hacienda y Administraciones Públicas)
- Goolzoom:[4] aplicación web de empresa privada que permite consultar datos y mapas de diversas fuentes, incluyendo los del SIGPAC y catastro español